# 宗賢寺 (柏市)
宗賢寺（そうけんじ）は、千葉県柏市にある日蓮宗の寺院。

## 歴史
創建年代は不明であるが、小湊誕生寺の住職によって開山された。小湊誕生寺住職の隠居寺として創建された。周辺から嘉吉年間（1441年 - 1444年）の題目板碑があることから、日蓮宗の開宗以降の室町時代初期には既に存在していたものと推測される。
その後、寺運衰微を余儀なくされたが、1655年（明暦元年）に同市大井の妙照寺第6世住職日宣によって中興された。日宣は大井城の城主坂巻正勝の家臣の中野隼人の子である。協力者の大檀越中野吉兵衛と同姓であり、何らかの親族関係にあったものと推測される。
近くに小湊誕生寺の法統に属する日蓮宗寺院がなかったこともあって、はるばる江戸から参詣に訪れる者が多かったという。

## 交通アクセス
- 逆井駅より徒歩25分。